# ヘルムート・ヤーン

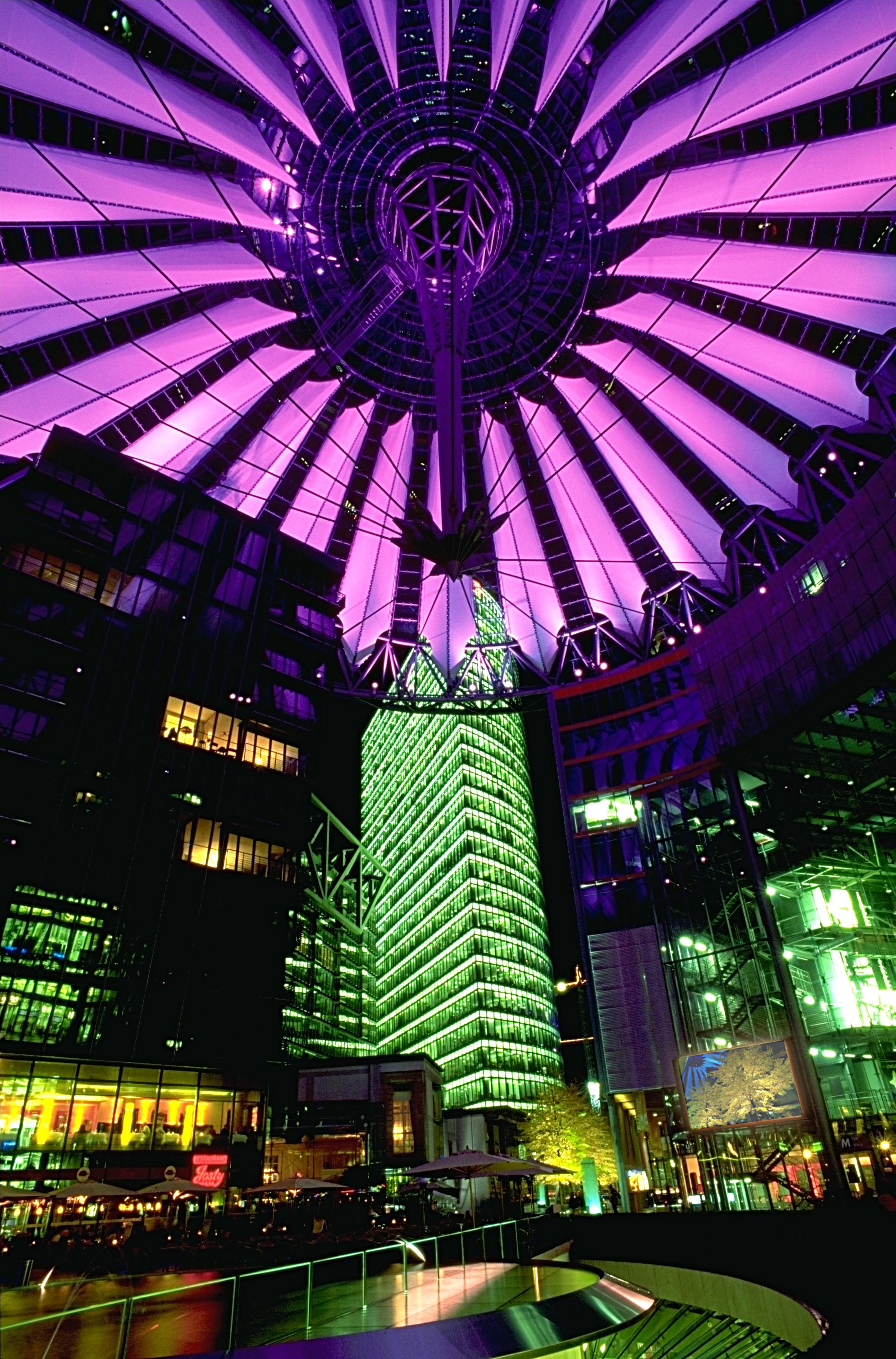
ソニーセンターの中央広場

ヘルムート・ヤーン（Helmut Jahn、1940年1月4日 - 2021年5月8日）は、ドイツのニュルンベルク近郊ツィルンドルフ生まれのドイツ系アメリカ人の建築家。世界中の著名な建築物を設計した。

## 略歴
- 1960年 - ミュンヘン工科大学入学
- 1965年 - ミュンヘン工科大学卒業
- 1966年 - イリノイ工科大学建築学部大学院入学
- 1967-81年 - C.F.マーフィ・アソシエイツ勤務
- 1981年 - マーフィ・ヤーン事務所（Murphy/Jahn, Inc.）に改称
- 1981年以降、ハーバード大学、イリノイ大学、イェール大学などで、客員教授として教鞭をとった。
- 2021年5月8日 - シカゴ郊外で自転車に乗っていた際に、交差点で複数の車両に轢かれて死去[1]。

## 主な作品

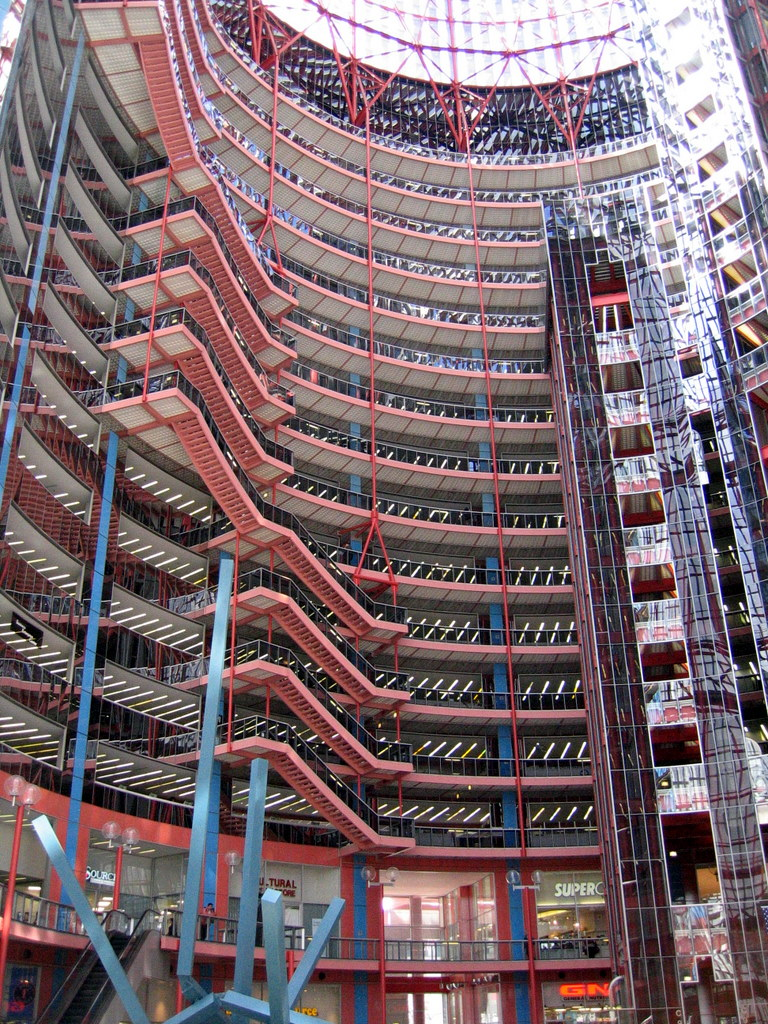
イリノイ州センター（現ジェームズ・R・トンプソン・センター）

- 1985年 - イリノイ州センター（シカゴ）
- 1987年 - ユナイテッド・エアラインズ・ターミナル（シカゴ）
- 1991年 - メッセタワー（ベルリン）
- 1994年 - ホテル・ケンピンスキ（ミュンヘン）
- 1995年 - クーダム70＋クーダム119（ベルリン）
- 2000年 - ソニーセンター（ベルリン）
- 2001年 - 上海新国際博覧中心（上海）
- 2006年 - スワンナプーム国際空港（バンコク）
- 2007年 - グラントウキョウノースタワー・サウスタワー（東京）